# 物理学学报：凝聚态物质
《物理学学报：凝聚态物质》（英語：Journal of Physics: Condensed Matter，简写），也译《物理学杂志：凝聚态物质》，是一份由英国物理学会出版社出版的物理学学术期刊，实行同行评审，每周出刊。该刊涵盖凝聚态物理的所有领域，包括软物质和纳米结构。
《物理学杂志：凝聚态物质》前身是1968年创办的《物理学杂志C：固体物理学》（Journal of Physics C: Solid State Physics）和1971年创办的《物理学杂志F：金属物理学》（Journal of Physics F: Metal Physics）。1989年，两刊合并。